# Paul Caiafa
Paul Caiafa (Lodi, 15 settembre 1964) è un chitarrista e musicista statunitense.
Nel corso nella sua carriera ha utilizzato diversi pseudonimi: P.C. Doyle, soltanto Doyle ed infine Doyle Wolfgang Von Frankenstein.

## Biografia
Doyle ha imparato a suonare la chitarra da Glenn Danzig e Jerry Only, suo fratello maggiore e bassista dei Misfits. È entrato nella band nell'ottobre del 1980 (a soli sedici anni, diventando così uno dei più longevi membri del gruppo) come terzo chitarrista in sostituzione di Bobby Steele, del quale sia Glenn che Jerry disapprovavano lo stile. Come questi ultimi ha incorporato il Devilock nella sua immagine.
Conosciuto per la sua eccentricità, che lo porta a centellinare le interviste e le apparizioni pubbliche e a riversare tutta la sua energia negli show dal vivo, è il principale artefice dell'immagine horror dei Misfits. Paul si fa conoscere anche come una personalità rissosa: tra tutte le risse si ricorda in particolare il concerto del 1982 a San Francisco, durante il quale spaccò il suo strumento sulla testa di un ragazzo che osò tirargli dietro alcuni oggetti.
Dopo il primo scioglimento dei Misfits si unì a Jerry ai Kryst The Conqueror nel 1987, tornando poi nel 1994 col suo vecchio gruppo (avendo acquisito solo in quel momento i diritti sulla band); nel maggio 2001 lascia i Misfits volendosi dedicare maggiormente alla famiglia, promettendo comunque di tornare quando il suo quarto figlio fosse stato abbastanza grande (da sua moglie Stephanie Bellars, nota nel mondo del wrestling con il ring name "Gorgeous George", ha avuto infatti quattro figli: Louis, Pauly, Isaac e Boriss). L'imminente divorzio lo allontanò definitivamente dalla band.
Nel 2008 inizia la produzione della salsa piccante "Doyle's Made in Hell Hot Sauce"; solo nel 2011 torna a suonare con i Danzig, apparendo come guest star a fine concerto per suonare alcuni brani classici dei Misfits.
Nel 2012 forma i Gorgeous Frankenstein assieme a Dr. Chud (anche lui ex membro dei Misfits), al bassista Argyle Goolsby (ex componente dei Blitzkid) e alla moglie Stephanie nel ruolo di lap dancer e corista. Nel 2013 la band subisce un brusco cambio di formazione: Gorgeous George lascia la band in seguito al divorzio con Doyle, Argyle Goolsby viene sostituito da "Left Hand" Graham Reaper (ex bassista dei Graves e Dr. Chud's X-Ward) e viene infine reclutato alla voce Alex Story, ex cantante dei Cancerslug. È proprio di quest'ultimo l'idea di cambiare il nome della band semplicemente in Doyle; pochi mesi dopo esce il primo album, Abominator.
Dal 2014 ha una relazione con Alissa White-Gluz, cantante degli Arch Enemy: i due si sono conosciuti durante un tour dei Danzig in cui Alissa cantava nella sua vecchia band, gli Agonist, come gruppo di apertura. Doyle seguirà le orme della nuova compagna diventando un attivista vegano.

## Strumentazione

### Chitarre
Doyle ha usato Ibanez Iceman e talvolta Jackson per tutto il periodo di attività dei Misfits fino alla dissoluzione del 1983.
Nel 1995, in occasione della riunione dei Misfits, Doyle sviluppa in collaborazione con Rand Guitars la sua chitarra personalizzata, chiamata Annihilator. Nel 2000 collabora con Oktober Guitars per ricreare le sue chitarre Annihilator e metterle in commercio. Nel 2013, durante un'intervista, dichiara di non aver apprezzato il lavoro di Oktober Guitars e così decide di costruirle da solo nella sua officina.
Ogni Annihilator ha le seguenti specifiche tecniche:
- corpo in mogano
- manico in fibra di carbonio (o in mogano nelle versioni di Oktober Guitars)
- costruzione con manico passante "neck-thru" body. La parte superiore e quella inferiore del corpo sono avvitate ai lati del manico.
- tastiera in ebano
- 27 tasti jumbo
- scala 25 1/2"
- ponte: Floyd Rose Special Tremolo. A differenza dei comuni Floyd Rose, questo ponte è fisso (stop tailpiece), non ha la leva del tremolo ed è installato all'interno di un incavo della chitarra, così da non ferirsi la mano contro le viti mentre suona violentemente. La leva del tremolo è presente solo sulle versioni Oktober Guitars.
- pick-up manico single Seymour Duncan Custom Killer Invader F Spaces humbucker (single Oktober "Suckerpunch" nelle versioni Oktober Guitars)
- volume control (no tone control) con manopola in alluminio personalizzata.
- corde Dean Markley 10 / 52 (sull'album Abominator utilizza anche corde 60 e 65)
- intarsi sulla tastiera: Misfits Fiend skull logo (nel periodo Misfits), Gorgeous Frankenstein skull logo (nel periodo Gorgeous Frankenstein), Doyle skull logo (dal 2013), pipistrelli e scritta "Doyle" sul 12° tasto (nelle versioni Oktober Guitars), "dot" su alcune versioni.
- tutte le chitarre sono realizzate in colore nero lucido (o opaco da October Guitars) ad eccezione di un modello realizzato da October Guitar per il progetto solista di Alissa White-Gluz, compagna di Doyle e cantante degli Arch Enemy, nel colore blu elettrico in tinta con i capelli della cantante.

### Amplificatori
Il segreto del sound mastodontico di Doyle sta nel fatto che utilizza solo amplificatori per basso. Ha dichiarato inoltre di odiare qualsiasi amplificatore Marshall e preferisce costruirsi da solo i propri cabinet.
- Marshall Power Brake PB100 inductive speaker attenuator
- Ampeg SVT Classic 300w bass amp head
- Ampeg SVT-2 Pro (per le date degli Original Misfits)
- Ampeg Lee Jackson head (nel primo periodo Misfits)
- Matrix  GT 1600FX 800w stereo power amp
- custom 4x12" speaker cabinet
- 25-watts Celestion Greenbacks e Vintage 30s speakers
- Ampeg SVT Classic 810E cabinet (per le date europee di Doyle del 2016)
- Marshall 4x12" speaker cabinet con coni Celestion (nel tour con Danzig)
- Yamaha THR10X guitar amp head (in sala prove)

### Effetti ed accessori
- Line 6 Relay G50 wireless system
- Demeter Tube Guitar Pre-Amp
- Digitech GSP1101 Guitar Pre-Amp/Processor (dal 2018)
- Boss Noise Suppressor NS-2
- Dunlop DC Brick DCB10 power supply
- Digitech Hardwire SC-2 Valve Distortion
- Digitech Whammy (4th Gen) (con i Gorgeous Frankenstein e con il progetto solista)
- custom A/B box
- accordatore The Original GoGo Tuners
- Ampeg Scrambler (per le date degli Original Misfits)
- accordatore Boss Chromatic Tuner TU-2 (fino al 2015)
- Boss Digital Delay DD-3 (nel periodo Gorgeous Frankenstein)
- Boss Digital Reverb RV-5 (nel periodo Gorgeous Frankenstein)
- TC Electronic SCF stereo chorus flanger (nel periodo Gorgeous Frankenstein)
- Coffin Case Blood Drive distortion pedal
- Furman Power Conditioner
- Heavy Leather NYC custom black vinyl guitar strap (100% vegan) (la versione blu elettrico è stata realizzata per il progetto solista di Alissa White-Gluz)
- corde Dean Markley Misfits Skullbusters "Doyle Wolfgang Von Frankenstein gauge" (11, 13, 17, 30, 42, 52)
- corde Dean Markley Misfits Skullbusters "Famous Monster gauge" (11, 13, 17, 28, 38, 48)
- plettro Jim Dunlop
- Coffin Case
- SKB cases
- Jerry Harvey Audio Driver-Custom Monster in-ear monitors (dal 2018)
- Gorilla Snot guitar pickup grip
- Sennheiser microphone (sull'ampli)
- Aston microphone (sull'ampli per le date degli Original Misfits)
- Performance Audio Z Right Stuff Z-Bar Miking Bracket
- finger tape

### Basso
In Collaborazione con Oktober Guitars ha realizzato anche la linea di bassi Devilwing utilizzati da Argyle Goolsby nei Gorgeous Frankenstein, da "Left Hand" Graham Reaper in versione mancina e da Brandon Strate nel progetto solista Doyle.
Ogni Devilwing ha le seguenti specifiche tecniche:
- corpo in mogano
- manico in mogano
- costruzione con manico passante "neck-thru" body. (manico avvitato al corpo solo nelle prime versioni)
- tastiera in palissandro
- 27 tasti jumbo (24 tasti solo nelle prime versioni)
- scala 34"
- pick-up al manico: Oktober “Suckerpunch” soapbar pickup
- volume e tone control
- intarsi sulla tastiera: pipistrelli e scritta "Doyle" sul 12° tasto

## Discografia

### The Misfits
- Walk Among Us (1982) - album
- Earth A.D./Wolfs Blood (1983) - album
- American Psycho (1997) - album
- Famous Monsters (1999) - album
- Cuts From The Crypt (1999) - raccolta

### Kryst The Conqueror
- Deliver Us From Evil (1989) - album

### Gorgeous Frankenstein
- Gorgeous Frankenstein (2007) - album
- You Must See It To Believe It! (2010) - DVD

### Doyle
- Abominator (2013) - album
- Doyle II: As We Die (2017) - album